# Patkovina
Patkovina (cyr. Патковина) – wieś w Bośni i Hercegowinie, w Republice Serbskiej, w gminie Foča. W 2013 roku liczyła 298 mieszkańców.